# L'Aranha e Montaiglin
L'Aranha Montaiglin (en francès Laragne-Montéglin) és un municipi francès situat al departament dels Alts Alps i a la regió de Provença – Alps – Costa Blava.

## Demografia
| 1806                                       | 1946  | 1954  | 1962  | 1968  | 1975  | 1982  | 1990  | 1999  | 2006  | 2013  |
| ------------------------------------------ | ----- | ----- | ----- | ----- | ----- | ----- | ----- | ----- | ----- | ----- |
| 770                                        | 1.516 | 1.929 | 2.998 | 3.579 | 3.847 | 3.647 | 3.371 | 3.296 | 3.484 | 3.491 |
| Des de 1962: població sense dobles comptes |       |       |       |       |       |       |       |       |       |       |

- 1949 : annexió de Montaiglin (305 habitants el 1946)

## Administració
| Període                         | Identitat          | Partit       |
| ------------------------------- | ------------------ | ------------ |
| 1944-1973                       | Arthur Audibert    |              |
| 1973-1989                       | Marcel Rostain     | PS           |
| 1989-1991                       | Pierre Bini        | RPR          |
| 1991-2008                       | Henriette Martinez | RPR puix UMP |
| 2008-2014                       | Auguste Truphème   | esquerra     |
| 2014-octobre de 2018 (demissió) | Henriette Martinez | UMP, LR      |
| octobre de 2018-                | Jean-Marc Duprat   |              |